# Società missionaria di Maria
La Società Missionaria di Maria è un istituto religioso femminile di diritto pontificio: le suore di questa congregazione sono comunemente dette Missionarie Saveriane.

## Storia
Dopo aver fondato la Pia Società di San Francesco Saverio per le Missioni Estere, Guido Maria Conforti (1865-1931) pensò di istituire una congregazione femminile che affiancasse i missionari nell'opera di evangelizzazione, ma la sua morte prematura gli impedì di portare a compimento tale progetto.
Pur ignorando il pensiero del fondatore, il saveriano Giacomo Spagnolo (1912-1978) si adoperò per organizzare un ramo di religiose e trovò in Celestina Bottego (1895-1980) una valida collaboratrice.
La Società Missionaria di Maria venne fondata a Parma nel 1945: dopo un periodo a Mariano, nel 1946 la sede della congregazione venne stabilita a San Lazzaro, nella proprietà della famiglia Bottego. Il 2 luglio 1950 la Bottego e le sue prime tre compagne emisero i loro voti.
Il 27 settembre 1951 il capitolo generale dei saveriani riconobbe l'istituto come proprio ramo femminile.
La congregazione venne eretta in istituto di diritto diocesano da Evasio Colli, vescovo di Parma, il 2 luglio 1955; ricevette il decreto di lode dalla congregazione de Propaganda Fide il 12 novembre 1964.
Nel settembre 2014 tre anziane religiose della congregazione, le italiane Bernardetta Boggian, Lucia Pulici e Olga Raschietti, sono state barbaramente assassinate a Kamenge in Burundi.

## Attività e diffusione
La Società Missionaria di Maria è un istituto essenzialmente missionario; le Missionarie Saveriane si dedicano alla formazione dei leader, alle opere di carità, di animazione sanitaria (dispensari, disabilità, AIDS) e di promozione umana.
Non usano uniformi, ma vestono modestamente e dignitosamente secondo l'uso dei vari luoghi in cui si trovano.
Sono presenti in Italia, in Africa (Burundi, Camerun, Ciad, Repubblica Democratica del Congo), nelle Americhe (Brasile, Messico, Stati Uniti d'America), in Asia (Giappone, Thailandia); la sede generalizia è a Parma.
Al 31 dicembre 2008 le Missionarie Saveriane erano 246 in 39 case.